# 蜂腰兰属
蜂腰兰属（学名：Bulleyia）是兰科下的一个属，为附生兰。该属仅有蜂腰兰（Bulleyia yunnanensis）一种，分布于中国云南。